# Junkers Ju 187
Junkers Ju 187, Projekt 8-187 – projekt niemieckiego samolotu szturmowego z okresu II wojny światowej.

## Historia
Junkers Ju 187 został zaprojektowany jako bezpośredni następca popularnej serii samolotów szturmowych Junkers Ju 87 po odrzuceniu przez RLM projektu wstępnego samolotu Junkers Ju 87 F. Prace nad prototypem rozpoczęto w 1941 roku. Przerwano je po ocenie RLM w 1943 roku na rzecz rozwoju wielozadaniowych wersji samolotu Focke-Wulf Fw 190.

## Opis
Junkers Ju 187 miał być dwuosobowym, całkowicie opancerzonym dolnopłatem z chowanym podwoziem uzbrojonym w dwa działka MG 151 kalibru 20 mm w skrzydłach i jeden karabin maszynowy MG 131 kalibru 13 mm i 1 działko MG151 kalibru 15 mm zainstalowane w obrotowej, zdalnie sterowanej wieżyczce za kabiną pilota. Jako uzbrojenie dodatkowe samolot miał zabierać pod kadłubem bombę lotniczą 1000 kg i ewentualnie dwie bomby 250 kg pod skrzydłami lub zestaw niekierowanych pocisków rakietowych.
Do napędu samolotu miał być wykorzystany silnik rzędowy Junkers Jumo 213 A o mocy 1234 kW (1800 KM). Przewidywana prędkość samolotu miała wynosić około 400 km/h.
W samolocie Junkers Ju 187 zamierzano zastosować obracane usterzenie ogonowe, które w czasie lotu miało zmieniać pozycję steru ogonowego o 180 stopni, tak aby znajdował się on pod kadłubem.